# Селятинська сільська територіальна громада
Селятинська сільська громада — територіальна громада України, у Вижницькому районі Чернівецької області. Адміністративний центр — село Селятин.
Площа громади — 369,08 км², населення — 4731 мешканець (2018).
Утворена 26 січня 2017 року шляхом об'єднання Плосківської, Селятинської та Шепітської сільських рад Путильського району.

## Населені пункти
До складу громади входять 10 сіл: Андреківське, Верхній Яловець, Галицівка, Лустун, Нижній Яловець, Плоска, Руська, Сарата, Селятин та Шепіт.